# Edgewood (Ohio)
Edgewood – jednostka osadnicza w Stanach Zjednoczonych, w stanie Ohio, w hrabstwie Ashtabula.